# Vespasiano I Gonzaga
Vespasiano I Gonzaga (Fondi, Itália, 6 de dezembro de 1531 — Sabbioneta, 26 de fevereiro de 1591) foi vice-rei de Navarra e Duque de Traiecto. Exerceu o vice-reinado de Navarra entre 1572 e 1575 ao mesmo tempo que João de Lacerda. Seguiu-se-lhe Sancho Méndez de Leyva. Era pai de Isabel Gonzaga, Duquesa de Sabioneta.